# American Truck Simulator
American Truck Simulator is een vrachtwagen-simulatiespel dat op 3 februari 2016 werd uitgebracht. Het spel is ontwikkeld door SCS Software en is het broertje van Euro Truck Simulator 2.

## Het spel
Het doel van het spel is om vrachten van A naar B met je vrachtwagen te vervoeren, daarmee verdien je geld. Met dat geld kan een nieuwe vrachtwagen gekocht worden of je gebruikt het geld om te groeien met je bedrijf, met het huren van werknemers bijvoorbeeld.

## Ontwikkeling
Op 6 september 2013 werd American Truck Simulator aangekondigd door SCS Software.
Op 11 april 2014 kwam SCS Software met het nieuws dat er meer dan 100 steden in het spel zouden komen en hadden ze een paar screenshots vrijgegeven. Onder meer de bekende Amerikaanse vrachtwagenmerken Kenworth en Peterbilt verschijnen in het spel. Het spel start in Californië, maar zal uitbreiden. Tot nu toe is van de steden Los Angeles, Las Vegas, San Francisco, San Diego, Oxnard, Carlsbad, Huron, Fresno, Siskiyou County, Sacramento, San Rafael, Barstow, Bakersfield, Santa Cruz, Santa Clara, Stockton, Primm, Oakland, El Centro, Ely en Truckee bekend dat ze in het spel komen. SCS is van plan het hele Noord-Amerikaanse continent in het spel te krijgen. Op 26 januari 2015 zette SCS Software een video op YouTube waarin de testversie van het spel te zien was. Op 18 december 2015 publiceerde SCS Software de officiële releasedatum op hun blog. Een dag eerder werd het spel echter al uitgebracht in de winkels en op het online gamingplatform Steam.

## Steden en Staten
Steden vetgedrukt zijn de hoofdsteden van de staat.

### Basisspel
CaliforniëBakersfield, Barstow, Carlsbad, El Centro, Eureka, Fresno, Hilt, Huron, Los Angeles, Oakdale, Oakland, Oxnard, Redding, Sacramento, San Diego, San Francisco, San Rafael, Santa Cruz, Santa Maria, Stockton, Truckee, Ukiah
ArizonaCamp Verde, Clifton, Ehrenberg, Flagstaff, Grand Canyon Village, Holbrook, Kayenta, Kingman, Nogales, Page, Phoenix, San Simon, Show Low, Sierra Vista, Tucson, Yuma
NevadaCarson City, Elko, Ely, Jackpot, Las Vegas, Pioche, Primm, Reno, Tonopah, Winnemucca

### Koopbare uitbreidingspaketten (Dlc's)
New MexicoHet aanvullend downloadbaar pakket New Mexico kwam uit op 9 november 2017 en heeft de volgende steden: Alamogordo, Albuquerque, Artesia, Carlsbad, Clovis, Farmington, Gallup, Hobbs, Las Cruces, Raton, Roswell, Santa Fe, Socorro, Tucumcari.
OregonHet aanvullend downloadbaar pakket Oregon kwam uit op 4 oktober 2018 en heeft de volgende steden: Astoria, Bend, Burns, Coos Bay, Eugene, Klamath Falls, Lakeview, Medford, Newport, Ontario, Pendleton, Portland, Salem, The Dalles.
WashingtonHet aanvullend downloadbaar pakket Washington kwam uit op 11 juni 2019 en heeft de volgende steden: Aberdeen, Bellingham, Colville, Everett, Grand Coulee, Kennewick, Longview, Olympia, Omak, Port Angeles, Seattle, Spokane, Tacoma, Vancouver, Wenatchee, Yakima, Casper.
UtahHet aanvullend downloadbaar pakket Utah kwam uit op 7 november 2019 en heeft de volgende steden: Cedar City, Logan, Moab, Ogden, Price, Provo, Salina, Salt Lake City, St. George, Vernal.
IdahoHet aanvullend downloadbaar pakket Idaho kwam uit op 16 juli 2020 en heeft de volgende steden: Boise, Coeur d'Alene, Grangeville, Idaho Falls, Ketchum, Lewiston, Nampa, Pocatella, Salmon, Sandpoint, Twin Falls.
ColoradoHet aanvullend downloadbaar pakket Colorado kwam uit op 12 november 2020 en heeft de volgende steden: Alamosa, Burlington, Colorado Springs, Denver, Durango, Fort Collins, Grand Junction, Lamar, Montrose, Pueblo, Rangely, Steamboat Springs, Sterling.
WyomingHet aanvullend downloadbaar pakket Wyoming kwam uit op 7 september 2021 en heeft de volgende steden: Cheyenne, Evanston, Gillette, Jackson, Laramie, Rawlins, Riverton, Rock Springs, Sheridan
MontanaHet aanvullend downloadbaar pakket Montana kwam uit op 4 augustus 2022 en heeft de volgende steden: Billings, Bozeman, Butte, Glasgow, Glendive, Great Falls, Havre, Helena, Kalispell, Laurel, Lewistown, Miles City, Missoula, Sidney, Thompson Falls.
TexasHet aanvullend downloadbaar pakket Texas kwam uit op 15 november 2022 en heeft de volgende steden: Abilene, Amarillo, Austin, Beaumont, Brownsville, Corpus Christi, Dalhart, Dallas, Del Rio, El Paso, Fort Stockton, Fort Worth, Galveston, Houston, Huntsville, Junction, Laredo, Longview, Lubbock, Lufkin, McAllen, Odessa, San Angelo, San Antonio, Tyler, Van Horn, Victoria, Waco, Wichita Falls.
OklahomaHet aanvullend downloadbaar pakket Oklahoma kwam uit op 1 augustus 2023.

#### Kansas
Het aanvullend downloadbaar pakket Kansas kwam uit op 30 november 2023.
Nebraska
Het aanvullend downloadbaar pakket Nebraska kwam uit op 16 mei 2024.